# العلاقات اليابانية الكورية الشمالية
تشير العلاقات اليابانية الكورية الشمالية (باليابانية: 日朝関係) (بالكورية: 조일 관계)‏ إلى العلاقات الدولية بين اليابان وكوريا الشمالية. لم تنشأ العلاقات بين البلدين بشكل رسمي، ولكن كانت هناك محادثات دبلوماسية بين الحكومتين لمناقشة قضية المواطنين اليابانيين المختطفين وبرنامج كوريا الشمالية النووي. تُعد العلاقات بين البلدين غير مستقرة بشكل كبير ويطغى عليها التوتر والعداء. ينظر 91% من اليابانيين إلى نفوذ كوريا الشمالية بشكل سلبي، و1% فقط بشكل إيجابي، وذلك وفقًا لاستطلاع أجرته إذاعة بي بي سي العالمية في عام 2014، وتُعد وجهة النظر تلك الأكثر سلبية بشأن كوريا الشمالية في العالم.

## عمليات الاختطاف
وقعت عمليات اختطاف مواطنين يابانيين من اليابان على يد عملاء تابعين للحكومة الكورية الشمالية خلال فترة ست سنوات منذ عام 1977 حتى 1983. نفت كوريا الشمالية عمليات الاختطاف لسنوات عديدة، ولكنها اعترفت بثلاث عشرة حالة منهم في عام 2002. تذكر إحدى الحالات اختطاف المواطن يي أون هي، المقيم في اليابان، وأخذه إلى كوريا الشمالية لتعليم اللغة اليابانية في مدرسة لوكلاء الأعمال التجسسية. ذهب رئيس الوزراء الياباني جونيتشيرو كويزومي في عامي 2002 و2004 بزيارتين رفيعتي المستوى إلى بيونغ يانغ للضغط من أجل عودة المختطفين. أعادت كوريا الشمالية في النهاية خمسة منهم مدعية موت الثمانية الآخرين.
تلاشى التأثير الإيجابي على العلاقات عندما ادعت اليابان بأن اختبار الحمض النووي لرفات ميجومي يوكوتا، التي اختُطِفت في الثالثة عشرة من عمرها والتي قالت كوريا الشمالية بأنها انتحرت، قد أثبت أنه ليس في الواقع لها. ضغطت اليابان على كوريا الشمالية لتوضيح موقفها بشأن الاختطاف، ولكن بيونغ يانغ أصرت على أن القضية قد حُلَّت بالفعل.
يعتمد العديد من مواطني كوريا الشمالية على الأموال المرسلة من أقاربهم في اليابان. يعتقد البعض في اليابان أن على الحكومة أن تهدد بقطع تلك التحويلات لإجبار بيونغ يانغ على تقديم تنازلات. يعتقد البعض الآخر أن اليمين السياسي في اليابان يستغل ذلك وقضايا أخرى لدفع أجندته القومية الخاصة.
أثار الرئيس ترامب القضية في اجتماعه مع الرئيس كيم بناءً على طلب من رئيس الوزراء آبي، وقال إنه «سيباشر العمل عليها»، ولم يقدم أية تفاصيل أخرى.

## نشاط آخر
وقعت العديد من المواجهات بين البلدين بشأن النشاط السري لكوريا الشمالية في اليابان إلى جانب عمليات الاختطاف، بما في ذلك تهريب المخدرات، والصيد البحري، والتجسس. تُعتبر اختبارات الصواريخ الكورية الشمالية مصدر قلق لليابان بسبب انتقالها أحيانًا عبر المجال الجوي الياباني والأراضي اليابانية.
نجحت كوريا الشمالية في إطلاق صاروخ باليستي (تايبودونج 1) عبر اليابان في عام 1998 وسقط في المحيط الهادئ. اعتُبِر هذا الإطلاق التجريبي بمثابة تحدٍ سياسي عند إجراء مفاوضات متعلقة بمستقبل تطوير البرنامج النووي لكوريا الشمالية بين كوريا الشمالية والولايات المتحدة في نيويورك.
أجرت اليابان أول تدريب إخلاء على الإطلاق في 17 مارس عام 2017 بعد اختبارات الصواريخ الكورية الشمالية. أخبر الرئيس ترامب كوريا الشمالية في اليوم نفسه بأنها «تتصرف بشكل سيء للغاية»، وذلك بعد فترة وجيزة من تلميح وزير الخارجية ريكس تيلرسون إلى ضرب كوريا الشمالية أثناء زيارته لكوريا الجنوبية. حذرت وسائل إعلام كوريا الشمالية الرسمية في نوفمبر عام 2019 أنه يمكن لليابان أن تشهد صاروخًا باليستيًا حقيقيًا في المستقبل القريب؛ وذلك بعد أن وصف رئيس الوزراء الياباني شينزو آبي أحدث اختبار في بيونغ يانغ لراجمة الصواريخ (قاذفة الصواريخ المتعددة) بأنه اختبار إطلاق لصاروخ باليستي.

## المحادثات السداسية
أسفرت المحادثات السداسية في 13 فبراير عام 2007 عن اتفاق وافقت فيه كوريا الشمالية على إغلاق مركز يونغبيون للأبحاث النووية العلمية مقابل الحصول على مساعدات الوقود، والخطو نحو تسوية العلاقات مع كل من الولايات المتحدة واليابان.

## المحادثات الثنائية الأخيرة
عقدت الدولتان محادثات ثنائية في سبتمبر عام 2007، واستؤنفت في يونيو عام 2008.

## مقارنة بين البلدين
هذه مقارنة عامة ومرجعية للدولتين:
| وجه المقارنة                                              | اليابان         | كوريا الشمالية                        |
| --------------------------------------------------------- | --------------- | ------------------------------------- |
| المساحة (كم2)                                             | 377.97 ألف      | 120.54 ألف                            |
| عدد السكان (نسمة)                                         | 126.79 مليون    | 25.49 مليون                           |
| الكثافة السكانية (ن./كم²)                                 | 335.45          | 211.47                                |
| العاصمة                                                   | طوكيو           | بيونغيانغ                             |
| اللغة الرسمية                                             | اللغة اليابانية | لغة كوريا الشمالية القياسية ‏          |
| العملة                                                    | ين ياباني       | وون كوري شمالي                        |
| الناتج المحلي الإجمالي (بليون دولار)                      | 4.87 تريليون    |                                       |
| الناتج المحلي الإجمالي (تعادل القوة الشرائية) بليون دولار | 5.18 تريليون    |                                       |
| الناتج المحلي الإجمالي الاسمي للفرد دولار أمريكي          | 34.52 ألف       |                                       |
| الناتج المحلي الإجمالي للفرد دولار أمريكي                 | 36.62 ألف       |                                       |
| مؤشر التنمية البشرية                                      | 0.903           |                                       |
| رمز المكالمات الدولي                                      | +81             | +850                                  |
| رمز الإنترنت                                              | .jp             | .kp                                   |
| المنطقة الزمنية                                           | توقيت اليابان   | ت ع م+08:30، ت ع م+08:30، ت ع م+09:00 |

## مدن متوأمة
في ما يلي قائمة باتفاقيات التوأمة بين مدن يابانية وكورية شمالية:
- ترتبط توتوري مع تشنغتشو باتفاقية توأمة.

## منظمات دولية مشتركة
يشترك البلدان في عضوية مجموعة من المنظمات الدولية، منها:
| علم المنظمة | اسم المنظمة                   | تاريخ انضمام اليابان | تاريخ انضمام كوريا الشمالية |
| ----------- | ----------------------------- | -------------------- | --------------------------- |
|             | يونسكو                        | 2 يوليو 1951         | 18 أكتوبر 1974              |
|             | الاتحاد البريدي العالمي       | ?                    | ?                           |
|             | الاتحاد الدولي للاتصالات      | 29 يناير 1879        | ?                           |
|             | الأمم المتحدة                 | 18 ديسمبر 1956       | 17 سبتمبر 1991              |
|             | المنظمة الهيدروغرافية الدولية | ?                    | ?                           |
|             | منتدى آسيان الإقليمي ‏         | ?                    | ?                           |

## أعلام
هذه قائمة لبعض الشخصيات التي تربطها علاقات بالبلدين:
- ريانغ يونغ غي (لاعب كرة قدم كوري شمالي، 7 يناير 1982[24] – )
- كم جونغ أون (القائد الأعلى الثالث لكوريا الشمالية، 8 يناير 1984[25] – )
- كو يونغ هي (زوجة كم جونغ إل، 26 يونيو 1952 – 13 أغسطس 2004)

## وصلات خارجية
- موقع وزارة الخارجية اليابانية
- موقع وزارة الخارجية الكورية الشمالية